# Józef Czapski
Józef Maria Franciszek Czapski h. Leliwa (w archiwach rosyjskich sprzed 1917: Józef Emeryk Ignacy Antoni Franciszek de Paula Maria, hr. Hutten-Czapski; przydomka, części imion i tytułu nie używał), ps. „Marek Sienny”, „J. Cz.”, „jcz”, (ur. 3 kwietnia 1896 w Pradze, zm. 12 stycznia 1993 w Maisons-Laffitte) – polski artysta malarz i pisarz, major Wojska Polskiego.

## Życiorys
Syn hr. Jerzego Hutten-Czapskiego i Józefy Leopoldyny z hr. Thun-Hohenstein (1867–1903), wnuk hr. Emeryka Hutten-Czapskiego i hr. Friedricha Thuna, brat Marii Czapskiej. W 1898, na wniosek ojca złożony w Departamencie Heroldii Senatu Rządzącego w Petersburgu, uzyskał formalne potwierdzenie tytułu hrabiowskiego w Imperium Rosyjskim.
Rozpoczął studia prawnicze w Petersburgu. We wrześniu 1917 na krótko w 1 pułku ułanów Krechowieckich, formowanym w Mińsku. W październiku 1918 zapisał się do warszawskiej Akademii Sztuk Pięknych, wkrótce potem wyjechał do Petersburga z misją poszukiwania zaginionych ułanów 1 p.uł. Walczył w wojnie polsko-bolszewickiej i otrzymał Order Virtuti Militari. W latach 1921–1924 kontynuował naukę w krakowskiej Akademii Sztuk Pięknych, m.in. u Józefa Pankiewicza. Od 1924 do 1931 przebywał z grupą kapistów (m.in. z Janem Cybisem i Zygmuntem Waliszewskim) w Paryżu. Przez pewien czas wynajmował mieszkanie z Siergiejem Nabokowem, z którym nawiązał romans. Znał osobiście Alberta Camusa i Emila Ciorana.
Czapski po powrocie do Polski zamieszkał Warszawie, współpracował m.in. z „Głosem Plastyków” i „Wiadomościami Literackimi”.
We wrześniu 1939 zmobilizowany, 27 września wzięty do niewoli w miejscowości Chmielek. W czasie II wojny światowej więziony w obozach jenieckich ZSRR – internowany w Starobielsku, Pawliszczew Borze i obozie jenieckim NKWD w Griazowcu pod Wołogdą. Zwolniony w 1941 na mocy układu Sikorski-Majski, wstąpił do tworzonych w Tockoje Polskich Sił Zbrojnych w ZSRR (Armia Andersa), gdzie zajmował się (do kwietnia 1942) bezskutecznym poszukiwaniem „zaginionych” oficerów polskich w ZSRR – jak się okazało w kwietniu 1943 – ofiar zbrodni katyńskiej. Następnie szef przysztabowego Wydziału Propagandy i Informacji, odpowiedzialny za sprawy kulturalno-oświatowe w armii. Współredagował pierwsze numery „Orła Białego”. Przewędrował szlakiem 2. Korpusu przez Bliski Wschód do Włoch, gdzie brał udział w kampanii włoskiej. Uczestniczył, jako delegat rządu RP na emigracji, w międzynarodowej komisji badającej zbrodnię katyńską. Przeżycia z pobytu w ZSRR opisał w książkach Wspomnienia starobielskie i Na nieludzkiej ziemi. Od 1946 w Paryżu, współtworzył paryską „Kulturę” (od 1947 do śmierci mieszkał w domu – redakcji „Kultury” w Maisons-Laffitte przy Avenue de Poissy 91). Swoje artykuły i eseje umieszczał ponadto w pismach francuskich, m.in. „Le Figaro Littéraire”, „Preuves”, „Gavroche”, „Nova et Vettera”, „Carrefour”. Współorganizował Kongres Wolności Kultury w Berlinie (1950).
Swoje obrazy pokazywał na wystawach we Francji, Szwajcarii, Wielkiej Brytanii, Brazylii, Belgii. W Polsce jego twórczość była praktycznie niedostępna – po przełomie października 1956, w 1957 odbyły się wystawy w Muzeum Narodowym w Poznaniu i Towarzystwie Przyjaciół Sztuk Pięknych w Krakowie, ale zorganizowanie kolejnej było możliwe dopiero w 1986 w Muzeum Archidiecezjalnym w Warszawie.
Dzieła Czapskiego są m.in. w kolekcjach francuskich, irackich, angielskich, amerykańskich, szwajcarskich, belgijskich, kanadyjskich.
Podpisał list pisarzy polskich na Obczyźnie, solidaryzujących się z sygnatariuszami protestu przeciwko zmianom w Konstytucji Polskiej Rzeczypospolitej Ludowej (List 59). W PRL informacje na temat Józefa Czapskiego podlegały cenzurze. Jego nazwisko znajdowało się na specjalnej liście osób objętych całkowitym zakazem publikacji. Zalecenia cenzorskie dotyczące jego osoby zanotował Tomasz Strzyżewski, który w swojej książce o peerelowskiej cenzurze opublikował notkę informacyjną nr 9 z 1975 Głównego Urzędu Kontroli Prasy, Publikacji i Widowisk. Wytyczne dla cenzorów zawierały na liście autorów zakazanych jego nazwisko głosząc: „(...) w stosunku do niżej wymienionych pisarzy, naukowców i publicystów przebywających na emigracji (w większości współpracowników wrogich wydawnictw i środków propagandy antypolskiej) należy przyjąć zasadę bezwarunkowego eliminowania ich nazwisk oraz wzmianek o ich twórczości, poza krytycznymi, z prasy, radia i TV oraz publikacji nieperiodycznych o nienaukowym charakterze (literatura piękna, publicystyka, eseistyka)”. Jego twórczość malarska i pisarska została szerzej upowszechniona w Polsce dopiero po 1989. Wyjątkiem był opublikowany na fali popaździernikowej „odwilży” w 1957 na łamach krajowego pisma „Świat” tekst Wyznanie Józefa Czapskiego oraz w 1958 tekst Sprzeczne widzenie: Rozanow – Mauriac ogłoszony na łamach pisma „Znak”, a także zbiór esejów o malarstwie Patrząc, opublikowany w 1983 przez Wydawnictwo Znak. Wspomnienia starobielskie i Na nieludzkiej ziemi zostały opublikowane w wydawnictwach niezależnych, poza cenzurą PRL w 1979 i w latach 80. XX wieku. Malował portrety, wnętrza, pejzaże, widoki miejskie, kwiaty, martwe natury, sceny z przedstawień teatralnych, w których najważniejszą rolę odgrywał kolor i światło. Przywiązywał większą wagę do konstrukcji obrazu niż inni kapiści, dążył do syntetycznego ujęcia przedmiotu i wydobycia dramatycznego wyrazu. Po II wojnie światowej malował najprostsze motywy z życia codziennego, sceny miejskie, postać ludzką na tle pospolitego otoczenia, pogłębiając studia natury, jej form i barw.
W październiku 1989 wszedł w skład Rady Honorowej Komitetu Historycznego Badania Zbrodni Katyńskiej.
Pochowany 15 stycznia 1993 na cmentarzu w sąsiadującej z Maisons-Laffitte miejscowości Le Mesnil-le-Roi, obok zmarłej w 1981 roku siostry Marii.

## Twórczość (pisarska)

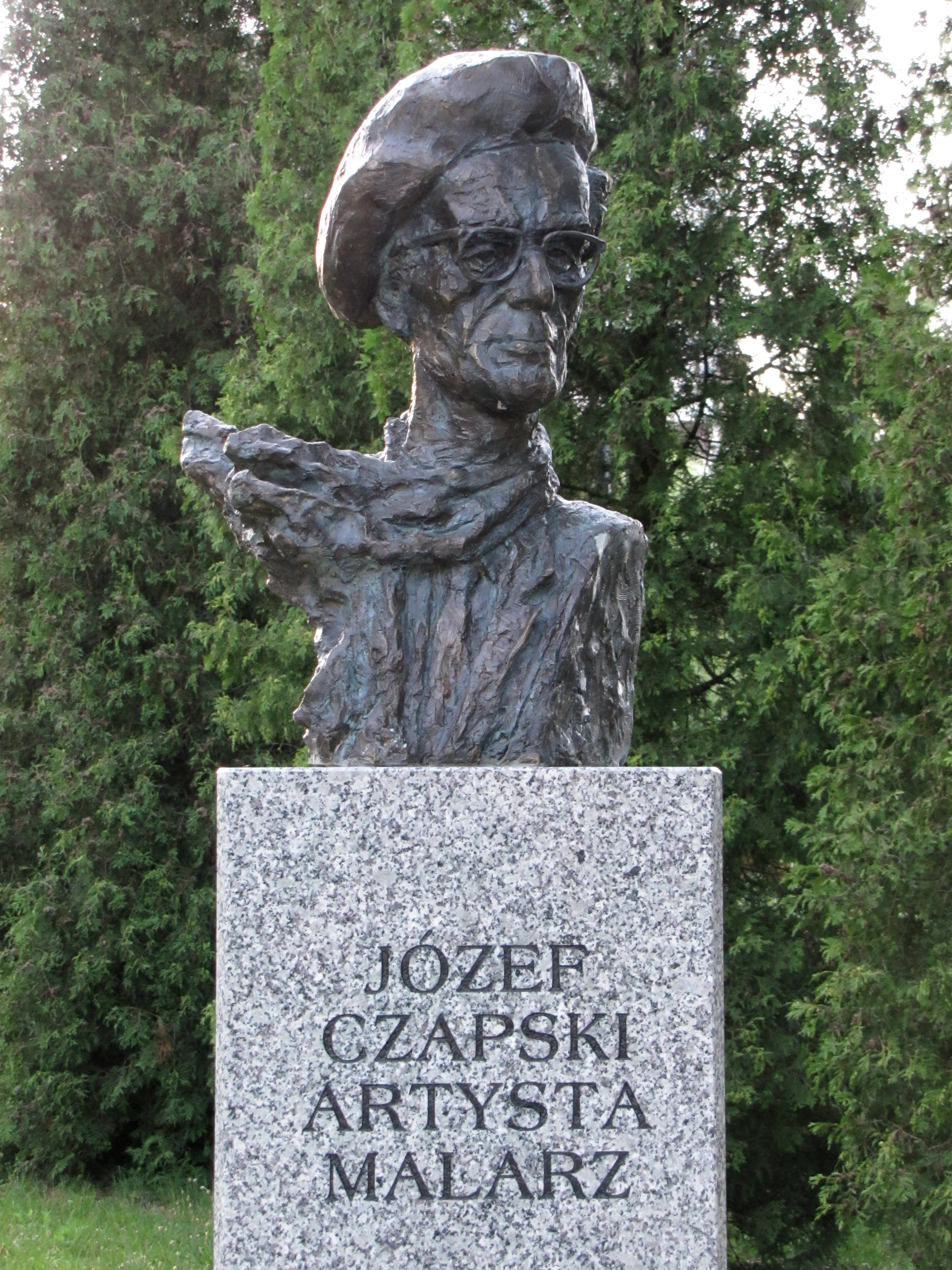
Popiersie Józefa Czapskiego w Alei Sław na Skwerze Harcerskim im. Szarych Szeregów w Kielcach

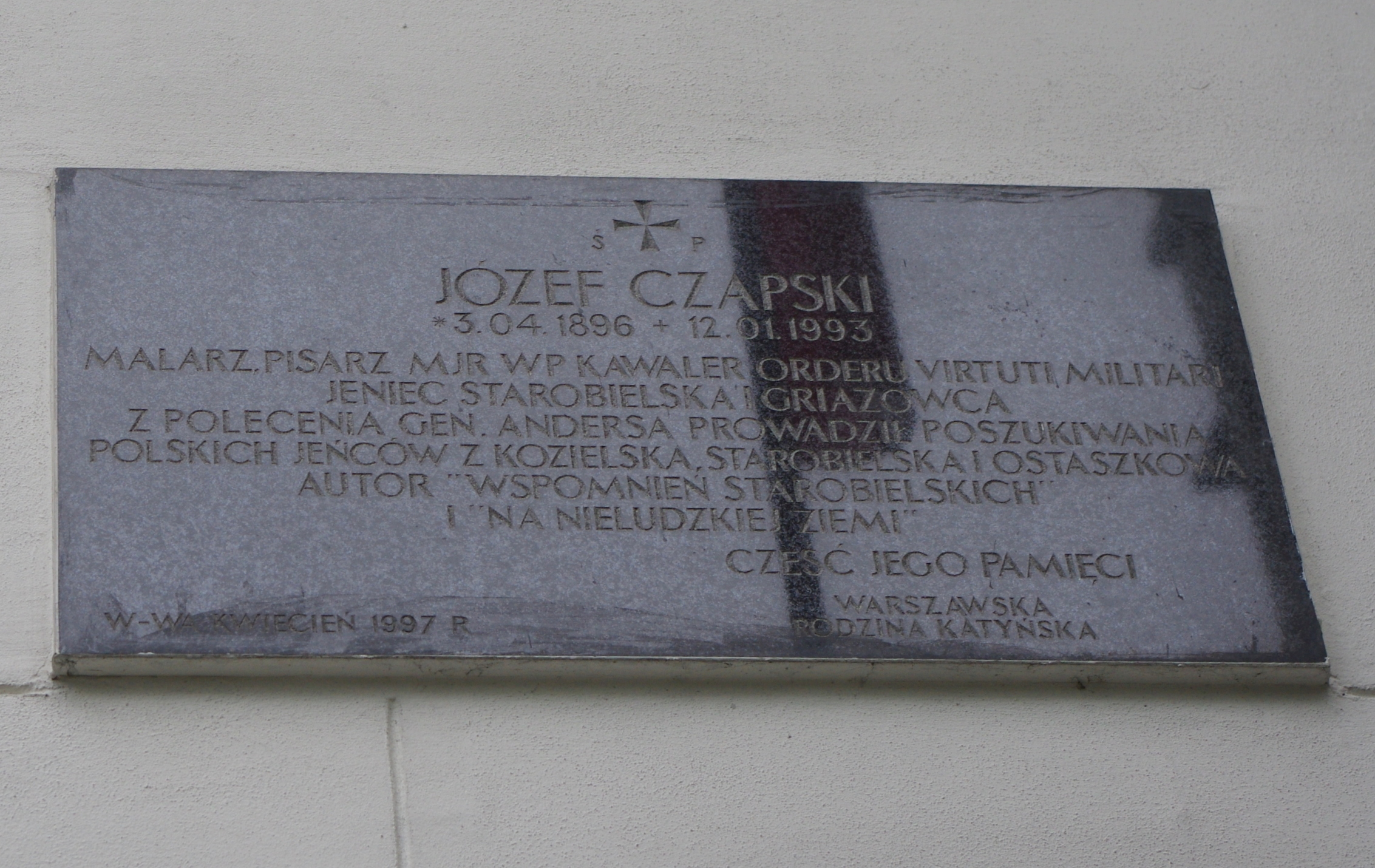
Tablica upamiętniająca Józefa Czapskiego na ścianie zewnętrznej kościoła św. Karola Boromeusza na warszawskich Powązkach

### Książki
- Józef Pankiewicz. Życie i dzieło. Wypowiedzi o sztuce (M. Arct 1936; reprint: Wydawnictwo FIS 1992)
- O Cézanne’ie i świadomości malarskiej (Instytut Propagandy Sztuki 1937)
- Proust contre la déchéance. Conférences au camp de Griazowietz (powst. na przełomie 1940/1941 jako seria odczytów dla współtowarzyszy uwięzionych w sowieckim obozie w Griazowcu; Pierwodruk: „Kultura” (Paryż), nr 12 i 13/1948; wydanie książkowe w jęz. francuskim: Les Éditions Noir sur Blanc 1987, ISBN 2-88250-000-9)
- Wspomnienia starobielskie (data powstania: 1943; Oddział Kultury i Prasy 2. Korpusu 1944 (2 wydania); 1945; II obieg wydawniczy: NOWA 1979, Wydawnictwo im. gen. E. Fieldorfa 1984, Biblioteka Spotkań 1985, Recto 1989, Niezależne Warsztaty Wydawnicze Ogniwo 1990; wydania w jęz. francuskim: Souvenirs de Starobielsk, wstęp Gustaw Herling-Grudziński, Collection „Temoignages” 1945, Les Éditions Noir sur Blanc 1987, ISBN 2-88250-001-7; wydanie w jęz. włoskim: Ricordi di Starobielsk, Rzym 1945)
- Lettre ouverte à Jacques Maritain et François Mauriac (pierwodruk w jęz. polskim: „Orzeł Biały” nr 34/1944; wydania w jęz. polskim i włoskim: Drukarnia Polowa Armii Polskiej na Wschodzie 1944; Kolejne publikacje: Tygodnik Polski nr 45/1944 [w jęz. ang.], „Więź” nr 3/1993 [w jęz. polskim])
- Na nieludzkiej ziemi (Instytut Literacki 1949, 1962; wydanie uzupełnione o tekst Walka: Polska Fundacja Kulturalna 1969; II obieg wydawniczy: Krąg 1982; wydanie wspólne ze Wspomnieniami starobielskimi oraz tekstem Prawda o Katyniu [powst. 1945]: Editions Spotkania 1984, 1985; II obieg wydawniczy: Oficyna Wydawnicza Reduta 1986, Wydawnictwo Most 1986, Solidarność Walcząca 1986, Krakowskie Towarzystwo Wydawnicze 1987, Skarżyska Oficyna Wydawnicza SOWa 1987, Międzyzakładowa Struktura Solidarności V 1987; wydania oficjalne: Czytelnik 1990, Znak 2001, ISBN 83-240-0000-3; przekład angielski: The Inhuman Land, przeł. G. Hopkins, Londyn 1951, Nowy Jork 1952, Londyn 1987; przekład francuski: Terre inhumaine, przeł. Maria Adela Bohomolec, Paryż 1947, jako La terre inhumaine. Adapté du pol. par M. A. Bohomolec et Joseph Czapski, wstęp Daniel Halévy, L’Age d’Homme, Lozanna 1979; przekład niemiecki: Unmenschliche Erde, przeł. W. Gromek, posłowie Józef Czapski, Kolonia 1967, Frankfurt nad Menem 1969)
- Oko (Instytut Literacki 1960)
- Dwugłos wspomnień (wespół z Marią Czapską; Polska Fundacja Kulturalna 1965)
- Tumult i widma (Instytut Literacki 1981, II obieg wydawniczy: [b.m.w.] 1985, NOWA 1988; Znak 1997, ISBN 83-7006-535-X; wydanie francuskie: Tumulte et spectres, przeł. Thérèse Douchy [Teresa Dzieduszycka], Les Éditions Noir sur Blanc 1991, ISBN 2-88250-022-X)
- Patrząc. Z autoportretem i 19 rysunkami autora (wybór i posłowie Joanna Pollakówna; Znak 1983, 1996, ISBN 83-7006-450-7)
- Dzienniki, Wspomnienia, Relacje (oprac. Joanna Pollakówna; II obieg wydawniczy; Oficyna Literacka 1986)
- Swoboda tajemna (oprac. redakcyjne Andrzej Kaczyński; Wydawnictwo Pomost 1989 [II obieg wydawniczy]; 1991, ISBN 83-85219-02-1)
- Czytając (wybór wstęp i opracowanie Jan Zieliński; Znak 1989, ISBN 83-7006-053-6)
- Wyrwane strony (rozszerzona wersja książki Dzienniki, Wspomnienia, Relacje; oprac. Joanna Pollakówna przy udziale Piotra Kłoczowskiego; Les Éditions Noir sur Blanc 1993; wydanie krytyczne oparte na rękopisach, poprawione i rozszerzone (oprac. Barbara Toruńczyk, przypisy i komentarze Mikołaj Nowak-Rogoziński), Warszawa, Zeszyty Literackie, 2010)
- Józef Czapski – Podziemna korona. Fragmenty dzienników, rysunki, kalendarium życia (fragmenty książki Dzienniki, Wspomnienia, Relacje; Obserwator 1993)
- Świat w moich oczach (rozmowy przeprowadził Piotr Kłoczowski; Ząbki-Paris 2001; seria: „Świadkowie XX wieku”, t. 6, ISBN 83-7031-265-9, ISBN 2-85316-079-3)
- Rozproszone: teksty z lat 1925–1988 (zebrał i notami opatrzył Paweł Kądziela; Biblioteka „Więzi” 2005, ISBN 83-88032-65-8)
- Dziennik wojenny (odczytał Janusz S. Nowak, opracował Mikołaj Nowak-Rogoziński; Warszawa, Wydawnictwo Próby, 2022, ISBN 978-83-960881-9-2)

### Edycje listów
- Józef Czapski / Jean Colin, Myślę, że wiem najważniejsze: wybór listów. Oprac. i tłum. Andrzej S. Sawicki, Kraków, TIC, 1990.
- Jerzy Stempowski, Listy do Marii i Józefa Czapskich, w: J. Stempowski, Listy. Wstęp Jan Kott, Wojciech Karpiński. Oprac. Barbara Toruńczyk. Warszawa, Zeszyty Literackie, 2000.
- Józef Czapski / Aleksander Wat, Korespondencja. Oprac. Alina Kowalczykowa, w: A. Wat, Dzieła zebrane, t. IV. Warszawa, Czytelnik, 2005.
- Konstanty A. Jeleński, Listy z Korsyki. Do Józefa Czapskiego. Oprac. Wojciech Karpiński, Warszawa, Zeszyty Literackie, 2003.
- Józef Czapski, Listy do Jarosława Iwaszkiewicza, „Twórczość” 2003 nr 2/3
- Józef Czapski / Leszek Kołakowski, Listowna rozmowa (1972–1986). Oprac. Mikołaj Nowak-Rogoziński, w: Leszek Kołakowski, Mądrość prawdziwa, Warszawa, Zeszyty Literackie, 2012.
- Józef Czapski / Ludwik Hering, Listy. T. I–II. Oprac. Ludmiła Murawska-Péju, Dorota Szczerba, Julia Juryś, Piotr Kłoczowski. Gdańsk, Fundacja Terytoria Książki, 2015–2016.
- Józef i Maria Czapscy / Katarzyna i Zbigniew Herbertowie, Korespondencja. Oprac. Jan Strzałka, Warszawa, Zeszyty Literackie, 2017.
- Józef Czapski / Witold Gombrowicz, Korespondencja. Oprac. Mikołaj Nowak-Rogoziński, „Zeszyty Literackie” 2018 nr 1/141.
- Józef Czapski, Listy o malarstwie. Red. Mateusz M. Bieczyński i Janusz Marciniak. Poznań, Uniwersytet Artystyczny w Poznaniu, 2019.

## Katalogi wystaw (wybór)

### W języku polskim
- Katalog wystawy Józefa Czapskiego (wstęp Zdzisław Kępiński; Muzeum Narodowe w Poznaniu, 1957)
- Czapski. Malarstwo i rysunek (oprac. Joanna Pollakówna; Muzeum Archidiecezji Warszawskiej, maj – czerwiec 1986)
- Józef Czapski, Katalog (teksty: Joanna Pollakówna, Stanisław Rodziński, Józef Czapski; kalendarium oprac. Joanna Pollakówna; Nowy Sącz 1991)
- Józef Czapski. Malarstwo (Galeria „Kordegarda”, Warszawa, czerwiec – lipiec 1990)
- Józef Czapski. Malarstwo i rysunek (wstęp Joanna Pollakówna; Muzeum Archidiecezji Warszawskiej, 20 lutego – 7 kwietnia 1990)
- Dzienniki Józefa Czapskiego. Katalog (kalendarium oprac. Joanna Pollakówna, wstęp Janusz Marciniak; Galeria Wystaw Autorskich, Muzeum Narodowe w Poznaniu 1991)
- Józef Czapski. Malarstwo ze zbiorów szwajcarskich. Katalog (teksty: Jean Louis Kuffer, Stanisław Rodziński; Kraków – Poznań – Warszawa, marzec – sierpień 1992)
- Wnętrze. Człowiek i miejsce. Józef Czapski w stulecie urodzin (koncepcja, wybór tekstów i ilustracji Krystyna Zachwatowicz, redakcja Zofia Gołubiew przy współpracy Barbary Małkiewicz; Muzeum Narodowe w Krakowie, 3 kwietnia – 19 maja 1996, ISBN 83-902718-8-5)
- Józef Czapski. Widzenie życia (oprac. W. Z. [Wojciech Zmorzyński]; Muzeum Narodowe w Gdańsku Oddział Sztuki Współczesnej, marzec – czerwiec 2000, ISBN 83-911786-4-1)
- Józef Czapski. Wokół kolekcji Aeschlimanna (podał do druku Piotr Kłoczowski; Zachęta Narodowa Galeria Sztuki – Galeria Plexus 2007, ISBN 978-83-89145-98-7).
- Józef Czapski. Dzieła z kolekcji prywatnych (artykuły Elżbieta Skoczek – artykuł kuratorski, Katarzyna Skansberg – Wspomnienie, Janusz Nowak – o malarstwie, Rafał Wiśniewski – dyr. NCK) ; w serii: Katalogi wystaw Kordegardy. Galerii Narodowego Centrum Kultury, Wydawca: Narodowe Centrum Kultury, Warszawa 2022, ISBN 978-83-7982-442-7 (katalog w języku polskim i języku angielskim). Katalog do wystawy, która odbyła się 28.04.2022-5.06.2022 w Kordegardzie. Galerii Narodowego Centrum Kultury w Warszawie. Kuratorki: Elżbieta Skoczek i Katarzyna Haber.
- Józef Czapski. Dzieła z kolekcji markiza Michaela Popiela de Boisgelin (artykuły: Elżbieta Skoczek  "Obrazy i ludzie… ", Bogumił Książek "Odkryłem Czapskiego w Bretanii", Jean Martin Popiel "Wspomnienie o Czapskim", Murielle Gagnebin "Kolekcja obrazów Józefa Czapskiego w Kurozwękach", Richard Aeschlimann "Kolor czasu", Leszek Czarnecki  "Merci Markiz Gilles de Boisgelin",  Elżbieta Skoczek  "Józef Czapski – kontemplacja codzienności") katalog w języku polskim. Wydawca Fundacja SUSEIA dla Zespołu Zespół Pałacowego Sp. z o.o., wydanie I, 2024 ISBN: 978-83-947115-8-0
- Józef Czapski. Dzieła z kolekcji markiza Michaela Popiela de Boisgelin (artykuły: Elżbieta Skoczek  "Obrazy i ludzie… ", Bogumił Książek "Odkryłem Czapskiego w Bretanii", Jean Martin Popiel "Wspomnienie o Czapskim", Murielle Gagnebin "Kolekcja obrazów Józefa Czapskiego w Kurozwękach", Richard Aeschlimann "Kolor czasu", Leszek Czarnecki  "Merci Markiz Gilles de Boisgelin",  Elżbieta Skoczek  "Józef Czapski – kontemplacja codzienności") katalog w języku polskim. Wydawca Fundacja SUSEIA dla Zespołu Zespół Pałacowego Sp. z o.o., wydanie II, 2025 ISBN: 978-83-970521-2-3

### W innych językach
- Catalogue de l’Exposition de la Galerie Motte (wstęp Daniel Halévy; Genewa 1951)
- Catalogue de l’Exposition de la Galerie M. Bénézit (wstęp Józef Czapski; Paryż 1952)
- Catalogue de l’Exposition de la Galerie Bénézit (wstęp Michel de Ghelderode; Paryż 1961)
- Catalogue de l’Exposition de la Galerie Motte (wstęp Jeanne Hersch; Genewa 1966)
- Catalogue de l’Exposition de la Galerie Motte (wstęp Konstanty A. Jeleński; Genewa 1966)
- Catalogue de l’Exposition de la Galerie Motte (wstęp Thierry Vernet; Genewa 1971)
- Catalogue d’Exposition de la Galerie Briance (wstęp Jean Briance; Paryż, listopad – grudzień 1978)
- Joseph Czapski. Rétrospective (teksty: Jean Louis Kuffer, Michel de Ghelderode, Wojciech Karpiński, Jeanne Hersch, Andrzej Wajda; Musée Jenisch, Vevey, 30 czerwca – 15 września 1990)
- Józef Czapski – Peintre et écrivain (tekst: Mikołaj Nowak-Rogoziński, Fondation Jan Michalski, Montricher, Szwajcaria, 3 października – 17 stycznia, 2021)
- Józef Czapski. Works from private collections (teksty po angielsku: Elżbieta Skoczek, Katarzyna Skansberg, Janusz Nowak, Rafał Wiśniewski) Kordegarda. Gallery of the National Centre for Culture, Krakowskie Przedmieście 15, Warsaw, 28.04.2022-5.06.2022. Curators: Elżbieta Skoczek, Katarzyna Haber.

## Książki o Józefie Czapskim
- Murielle Werner-Gagnebin Czapski, la main et l’espace (L’Age d’Homme, Lozanna 1974)
- Joanna Pollakówna Czapski (Wydawnictwo Krupski i S-ka 1993, ISBN 83-86117-00-1)
- Zdzisław Peszkowski Myśląc o Józefie Czapskim (Wydawnictwo Soli Deo 1994, ISBN 83-901856-0-1)
- Czapski i krytycy (praca zbiorowa; wybór i opracowanie Małgorzata Kitowska-Łysiak i Magdalena Ujma; Wydawnictwo UMCS 1996, ISBN 83-227-0903-X)
- Jan Zieliński Józef Czapski. Krótki przewodnik po długim życiu (Wydawnictwo Instytutu Badań Literackich 1997, ISBN 83-85605-94-0)
- Emmanuel Dufour-Kowalski Joseph Czapski, un destin polonais (L’Age d’Homme, Lozanna 1997)
- Małgorzata Żarczyńska Historia. Kultura. Religia. Pisarstwo Józefa Czapskiego (Wydawnictwo Uniwersytetu Warmińsko-Mazurskiego w Olsztynie 2001, ISBN 83-7299-088-3)
- Jil Silberstein Lumières de Joseph Czapski (Les Éditions Noir sur Blanc 2003; wyd. pol. Józef Czapski. Tumult i olśnienia, przeł. Anna Michalska, Les Éditions Noir sur Blanc 2004, ISBN 83-7392-046-3)
- Wojciech Karpiński Portret Czapskiego (Wydawnictwo Dolnośląskie 1996, 83-7023-483-6; Fundacja Zeszytów Literackich 2007, ISBN 978-83-60046-82-1)
- Stanisław M. Przybyszewski Józef Czapski i jego związki z Kazimierzą Wielką i Morskiem koło Koszyc, Wydawnictwo Nowa Nidzica, Kazimierza Wielka 2009, ISBN 978-83-61901-00-6.
- Eric Karpeles Prawie nic. Józef Czapski. Biografia malarza, Wydawnictwo Noir sur Blanc 2019
- Agata Janiak Ten, który widzi. O twórczości literackiej Józefa Czapskiego, Instytut Literatury, Kraków 2020
- Czapski raz jeszcze... Errata do biografii Józefa Czapskiego (praca zbiorowa pod red. Elżbiety Skoczek i Mirosława Supruniuka), wydawca Instytut Literatury, Kraków 2021, ISBN 978-83-66765-31-3[14].

## Ordery i odznaczenia
- Krzyż Srebrny Orderu Virtuti Militari nr 5517[15]
- Krzyż Komandorski z Gwiazdą Orderu Odrodzenia Polski (11 listopada 1990)[16]
- Krzyż Komandorski Orderu Odrodzenia Polski (1990)
- Krzyż Walecznych (po raz 1 i 2 w 1922)[17]
- Medal Wojska[18]
- Medal Pamiątkowy za Wojnę 1918–1921[18]
- Medal Dziesięciolecia Odzyskanej Niepodległości[18]
- Krzyż Pamiątkowy Monte Cassino (1947)
- Odznaka Pamiątkowa 2 Korpusu Polskiego[18]
- Odznaka 1 Pułku Ułanów Krechowieckich (1939)

## Nagrody i wyróżnienia
- Nagroda malarska Fundacji Alfreda Jurzykowskiego (1960)
- Literacka Nagroda im. Anny Godlewskiej w Zurychu za twórczość pamiętnikarską (wespół z Marią Czapską) (1972)
- Nagroda pisarska Stowarzyszenia Kombatantów w Londynie (1982)
- Nagroda im. S. Badeniego (Wielka Brytania 1985)
- Nagroda ZPAP im. Jana Cybisa[19] (1990)
- Tytuł profesora honorowego Akademii Sztuk Pięknych w Krakowie (1992)

## Upamiętnienie
Dzięki staraniom Jacka Gruszkiewicza w 2011 roku utworzono Muzeum Rodziny Popielów wraz z Galerią Józefa Czapskiego w Pałacu w Kurozwękach.
Na tyłach pałacu Hutten-Czapskich w Krakowie w 2016 roku został otwarty Pawilon Józefa Czapskiego, oddział Muzeum Narodowego w Krakowie poświęcony życiu i twórczości artysty.
Od 21 grudnia 2021 roku na ścianie Pałacu Thun- Hohenstein przy ul. Nerudovej 20, w Pradze, w którym dzisiaj mieści się siedziba ambasady Republiki Włoskiej w Republice Czeskiej została odsłonięta tablica upamiętniająca narodziny Józefa Czapskiego.